# Georg Frederik af Waldeck-Eisenberg
Georg Friedrich fyrste til Waldeck (31. januar 1620 i Arolsen – 19. november 1692 i Arolsen) var greve af Waldeck-Eisenberg og titulær fyrste af Waldeck samt tysk og hollandsk feltmarskal.
I 1641 gik Georg Frederik i tjeneste for Generalstaterne, og i 1651 gik han i tjeneste for Brandenburg-Preussen, hvor han i 1653 blev chef for den statslige forvaltning. Han ændrede Brandeburg-Preussens udenrigspolitik ved at opgive alliancen med kejseren og forsøgte at skabe en koalition med de protestantiske fyrster.
I 1656 indgik han i en koalition med Sverige på Bradenburgs vegne og befalede det tyske kavaleri i slaget om Warszawa mod Polen. Han blev afskediget i 1658, da Frederik Vilhelm af Brandenburg sluttede fred med Polen.
I 1664 kæmpede han mod Danmark under Karl X Gustav som tyske "Reichsfeldmarschall". I 1683 befalede han de bayerske tropper under slaget ved Wien. I 1685 kæmpede han som lejesoldat for Hertugen af Lorraine og kurfyrsten af Bayern.
Efter Vilhelm III rejste til England i 1688 for at kræve den engelske trone, blev Georg Friedrich udnævnt til feltmarskal for Vilhelms styrker under de Pfalziske Arvefølgekrig i de spanske Nederlande. Selv om han sejrede i slaget ved Walcourt i 1689, led han året efter et alvorligt nederlag overfor marskallen Luxembourg i slaget ved Fleurus.
I 1691 blev han igen udmanøvreret af Luxembourg og besejret i slaget ved Leuze. Efter dette nederlag Waldeck blev udnævnt til stabschef for Staten-Generaal der Nederlandenes hær. Han døde den 19. november 1692 i Arolsen.